# Arnold Sarjusz-Makowski
Arnold Sarjusz-Makowski (ur. 11 grudnia 1876 w Petersburgu, zm. 10 września 1943 w Warszawie) – polski geolog, specjalista geologii złóż węgla, paleontolog oraz inżynier górniczy.

## Życiorys
Urodził się w rodzinie Artura Antoniego i Elżbiety z Kołmaczewskich. Ukończył gimnazjum klasyczne w Rydze. Od 1893 studiował zoologię i chemię na Wydziale Przyrodniczo-Matematycznym Uniwersytetu Petersburskiego. Po jego ukończeniu w 1900 pracą o pochodzeniu pasożytów, studiował w Instytucie Górniczym w Petersburgu.
Parokrotnie aresztowany w latach 1900–1901 za udział w rozruchach studenckich, przebywał jakiś czas w więzieniu, dostał karny nakaz opuszczenia Petersburga na okres jednego roku. Okres ten spędził na Ukrainie. Podczas studiów w Instytucie Górniczym odbył szereg praktyk geologicznych i hydrogeologicznych na Syberii i w Mandżurii. W tym czasie odwiedził też Japonię. Pod kierunkiem A. Meistera, geologa Rosyjskiego Komitetu Geologicznego, przez pół roku prowadził badania geologiczne na linii budującej się wówczas kolei Siemipałatińsk – Wiernyj (Stepy Kirgizkie, Turkiestan). W 1906 badał lód denny na jeziorze Ładoga. W 1908 ukończył Instytut Górniczy uzyskując dyplom inżyniera górniczego.
W 1910 jako inżynier górniczy został stałym współpracownikiem Rosyjskiego Komitetu Geologicznego. W 1911 uczestniczył w badaniu terenów naftowych na Kaukazie (Majkop), prowadzonym przez Karola Bohdanowicza. W 1912 udał się do Niemiec, na uniwersytet w Tybindze, w celu pogłębienia studiów i przygotowania się do objęcia katedry geologii i paleontologii. W sierpniu 1914 przeniósł się do Zurychu, gdzie pracował u prof. Schardta. Badał granicę między jurą środkową i górną na obszarze jury szwabsko-szwajcarskiej. Przez rok pełnił obowiązki asystenta mineralogii u prof. Ulricha Grubenmanna.
W 1920 przyjechał ze Szwajcarii do kraju. Zatrudnił się w tworzącym się wówczas Polskim Państwowym Instytucie Geologicznym (przemianowanym później na Państwowy Instytut Geologiczny) w Warszawie, gdzie objął stanowisko adiunkta, a w 1922 geologa PIG. Zajmował się początkowo badaniem utworów jurajskich okolic Radomska i występujących w nich rud żelaza. W 1920 został również mianowany profesorem geologii w Instytucie Pedagogicznym Liceum Krzemienieckiego, a w 1921 profesorem geologii i paleontologii Wolnej Wszechnicy Polskiej w Warszawie.
Następnie przeniósł swoją działalność do Zagłębia Węglowego. Przystąpił do organizowania Stacji Geologicznej PIG w Dąbrowie Górniczej, otwartej w połowie 1921. Kierował nią do 1923. Lokal uzyskał w budynku Szkoły Górniczo-Hutniczej, gdzie Stacja mieściła się do wybuchu wojny w 1939.
W Stacji zapoczątkował kompletowanie zbioru planów i profili kopalnianych. Sporządził przeglądowy opis całego Polskiego Zagłębia Węglowego wraz z obliczeniem zasobów węgla. Po zorganizowaniu Wydziału Węglowego PIG rozpoczął kartowanie geologiczne południowo-zachodniej części tego Zagłębia. Wykonał mapę geologiczną obszaru pszczyńskiego w skali 1: 25 000 (ark. Stary Bieruń i Lędziny). Następnie opracowywał obszar wodzisławski (ark. Wodzisław i Gorzyczki).
W 1935 brał udział w II Kongresie Węglowym w Heerlen, gdzie wygłosił referat o rytmice sedymentacji karbonu produktywnego. W oparciu o tę koncepcję opracował nową nomenklaturę pokładów węgla obszaru rybnickiego. W 1939 rozpoczął zbieranie materiałów dotyczących budowy geologicznej i zasobów węgla na Zaolziu.
Od początku swojej działalności w Państwowym Instytucie Geologicznym zajmował się również złożami węgla brunatnego. W 1938 kierował poszukiwaniami złóż węgla brunatnego na południowo-wschodnich obszarach Polski. W oparciu o materiały uzyskane z niemieckiego Archiwum Akt (nadania górnicze i wyniki poszukiwań węgla brunatnego w Poznańskim i na Pomorzu) rozpoczął zestawianie i publikowanie wyników poszukiwań i szczegółowych opracowań złóż węgla brunatnego pod ogólnym tytułem Węgle brunatne w Polsce. Do wybuchu II wojny światowej wydał dwa komplety map, kilka następnych było w opracowaniu.
Prowadził również wykłady jako profesor na Wolnej Wszechnicy Polskiej w Warszawie. Od 1922 prowadził tam pracownię geologiczną. W ostatnich latach przed wojną wykładał także na Wolnej Wszechnicy Polskiej w Łodzi.
Podczas okupacji był nadal zatrudniony jako geolog w prowadzonym przez Niemców Instytucie, prowadząc Archiwum Map i Rękopisów. Napisał w tym czasie pracę o węglach brunatnych w Środkowej Polsce, opublikowanej pośmiertnie przez PIG w 1947. Ciężkie warunki życia i szykany ówczesnego dyrektora Instytutu prof. R. Brinkmanna doprowadziły do ciężkiej choroby serca i śmierci. Pochowany na cmentarzu ewangelicko-augsburskim przy ulicy Młynarskiej (aleja 40, grób 8).

## Ordery i odznaczenia
- Krzyż Niepodległości (3 czerwca 1933)[3]
- Medal Dziesięciolecia Odzyskanej Niepodległości[1]

## Publikacje
- Sarjusz-Makowski A., 1920, Znaczenie dla Polski węgla kamiennego na Śląsku Górnym. Przemysł Górniczo-Hutniczy XII, s. 73–82, Dąbrowa Górnicza.
- Sarjusz-Makowski A., 1924, Polskie Zagłębie Węglowe. P.I.G. Sprawozd. II, s. 275–357, Warszawa.
- Sarjusz-Makowski A., 1925, Rzut oka na budowę Polskiego Zagłębia Węglowego. Przegląd Górniczo-Hutniczy 17, s. 546–552, Dąbrowa Górnicza.
- Sarjusz-Makowski A., 1925, Lendziny i Stary Bieluń. Przegląd Górniczo-Hutniczy 17, s. 561–656, Dąbrowa Górnicza.
- Sarjusz-Makowski A., 1926, Bau und Vorräte des Polnischen Steinkohlenbeckens. Zts. oberschl. Berg. u. Huttenm. Ver. 65, pp. 674–675, 739–745, 800-805, Katowice.
- Sarjusz-Makowski A., 1926, O kujawskich węglach brunatnych. P.I.G. Posiedz. Nauk. 15, s. 4-6, Warszawa.
- Sarjusz-Makowski A., 1928, Die Braunkohle in Polen. Zts. oberschl. Berg. u. Huttenm. Ver. 67, pp. 87-92, Katowice.
- Sarjusz-Makowski A., 1936, Osiadania w Polskim Zagłębiu Węglowym podczas karbonu produktywnego. Pol. Tow. Geol. Rocznik XII, s. 431-461, Kraków.
- Sarjusz-Makowski A., 1939, Projekt nomenklatury pokładów węglowych w Polskim Zagłębiu Węglowym. Przegląd Górniczo-Hutniczy 31, s. 137-144, Katowice.
- Sarjusz-Makowski A., 1947, Węgiel brunatny w Środkowej Polsce. P.I.G. Biuletyn 40, str.15-65, Warszawa (wydanie pośmiertne).